# Lluís de Casoria

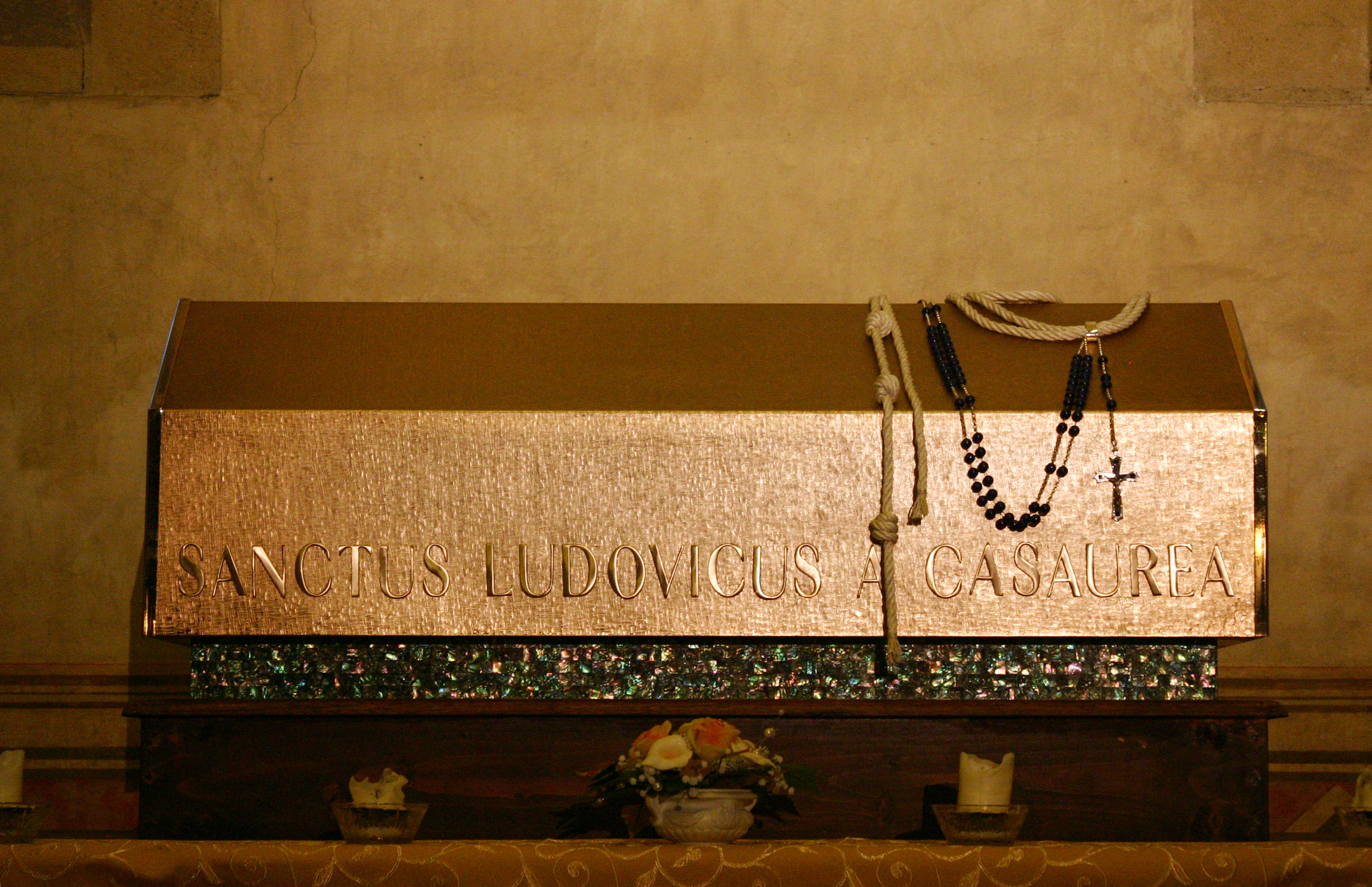
Tomba a Santa Clara de Nàpols.

Lluís de Casoria (Casoria, 11 de març de 1814 – 30 de març de 1885), nascut amb el nom d'Arcangelo Palmentieri, fou un sacerdot italià catòlic i membre de l'Ordre dels Frares Menors. Va ser un reconegut reformador social que va fundar els frares grisos de la caritat i les germanes grises franciscanes de Santa Isabel. El papa Francesc el va canonitzar com a sant de l'Església Catòlica Romana el 23 de novembre de 2014; i és patró de Casoria i dels seus ordes religiosos.

## Joventut
Va néixer a Casoria, prop de Nàpols, i va aprendre com l'ofici de fuster la seva joventut. Va ingressar al noviciat de l'Orde dels Frares Menors l'1 de juliol de 1832. Es va ordenar cinc anys després i va ser nomenat professor de filosofia, matemàtiques i química als membres més joves de l'Orde al priorat franciscà de Sant Pere (San Pietro) de Nàpols.
Va tenir una experiència mística el 1847 i des de llavors va iniciar tota una vida establint obres per atendre els pobres i necessitats de l'època, fundant dispensaris i orfenats. Cap al 1852 va obrir una escola per a l'educació de nois i noies africans redimits de l'esclavitud. També va fundar institucions per a sords i muts. Va treballar per proporcionar atenció als ancians membres del seu propi orde. A més d'una infermeria per a frares de la seva província, va començar instituts de caritat a Nàpols, Florència i Assís.

## Fundacions
Seguint els consells dels seus superiors per trobar altres a qui pogués confiar aquesta obra, el 1859 va instituir una comunitat d'homes com a congregació religiosa del Tercer Ordre Franciscà Regular a San Pere. El grup estava format per homes que havien pertangut als franciscans seculars. Es van conèixer com els Frares Grisos de la Caritat a causa del tradicional color grisenc de l'hàbit religiós franciscà. Tres anys més tard, va instituir també una congregació de dones religioses, conegudes com les germanes franciscanes de Santa Isabel, a les que va col·locar sota la protecció d'Elisabet d'Hongria, un dels primers membres del Tercer Orde de Sant Francesc i el seu sant patró.
La tasca dels frares es va estendre als Estats Units, on van servir la comunitat italoamericana de Nova Jersey i la Santa Seu va aprovar formalment els frares el 1877. A causa del poc nombre de membres que encara hi havia a la congregació, la Santa Seu va dissoldre l'orde el 1971. Tanmateix, existeix un nou grup d'homes i dones dedicat a la seva visió en el procés de formació.
Les germanes franciscanes de Santa Elisabet serveixen actualment a Itàlia, els Estats Units d'Amèrica, Etiòpia, l'Índia, Panamà i Filipines.

## Mort i veneració
Una greu i dolorosa malaltia va atacar-lo cap al 1876; mai es va recuperar completament i va morir nou anys després.
Pocs mesos després de la seva mort es va introduir la causa de la seva canonització a Roma. El papa Joan Pau II el va beatificar el 18 d'abril de 1993 i el papa Francesc el va canonitzar el 23 de novembre de 2014. La seva festa se celebra el 30 de març.
El seu testament espiritual comença amb aquestes paraules: "El Senyor em va cridar a si mateix amb un amor molt tendre i amb una caritat infinita em va dirigir i va dirigir pel camí de la meva vida".
El cos reconstruït del sant es pot veure a la basílica de Santa Clara. La nova urna transparent substitueix el petit reliquiari que contenia els ossos del frare des del 2015. L'1 de novembre, després de la missa celebrada pel pare provincial dels frares menors, Carlo D'Amodio, es va descobrir la conformitat anatòmica de l'urna que mostra el cos en la seva naturalesa, coberta per l'hàbit franciscà. L'esquelet, conservat en la seva totalitat, va ser reconstituït per diversos metges. El cos és visible a la imatge plàstica del moment de la mort, que va ocórrer a les 7.15 hores del 30 de març de 1885 a l'hospici Marítim de Posillipo.